# Gianni Alfani
Gianni Alfani (Florencia, 1272/83 - ?) fue un poeta italiano perteneciente al movimiento Dolce stil novo.

## Biografía
Nació al interior de la familia de banqueros Alfani, que parece haber estado activa entre fines del siglo XIII y principios del siglo XIV. Las fuentes biográficas que se refieren a él son controvertidas: hay estudiosos que lo identifican como un comerciante de seda inscrito en el registro de este arte alrededor de 1243; otros están seguros de identificarlo con Gianni di Forese degli Alfani, que nació entre 1272 y 1283, habría sido confaloniero de Justicia de Florencia en los últimos dos meses de 1311, antes de ser declarado rebelde y luego obligado al exilio por Enrique VII. Si fuera él, habría muerto en Venecia unos años más tarde.
De hecho, se tiene poca certeza con la identificación de los personajes mencionados arriba, quedando sólo datos que lo vinculan como poeta, amigo y a menudo imitador de Guido Cavalcanti, con quien formó parte del selecto grupo de conocidos más íntimos de Dante, junto con Lapo Gianni y Cino da Pistoia.

## Ediciones de sus obras
- Gianfranco Contini, Poeti del Duecento, Milán-Nápoles, 1960.
- Santorre Debenedetti, Notizi biografiche di rimatori italiani del sec. XIII en Giornale storico della letteratura italiana, 1907.